# 親イスラーム主義
親イスラーム主義もしくは親イスラームとは非ムスリムがイスラームに対して好意的な態度・思想を抱くことである。反イスラーム主義の対義語である。
元来はイスラームへの好意的姿勢と反イスラーム主義への反感を表す語であったが、次第にイスラームへの好意のあまりイスラーム教の暴力的側面を無視し、イスラームを盲目的に美化する思想・言動を指すようにもなった。無論このような意味で使われるのはほとんどの場合批判者からであり、本人はそれを『正当な』イスラームへの評価であるとしていることに注意するべきである。
日本においては、親イスラーム主義はイスラーム研究者の間で支配的となっており、イスラームの影の面に対する批判的研究が充分ではないとする意見も唱えられている。
親イスラーム主義的とみなされる人物は、反イスラーム主義的な人物から「ズィンミー」という蔑称で呼ばれることもある。これは本来イスラーム統治下の二級市民の異教徒を指す用語が転じて、「（まるでズィンミーのように）イスラームに媚びへつらう奴等」という意味で使われるようになった用法である。